# デジニョフ (小惑星)
デジニョフ (3662 Dezhnev) は小惑星帯に位置する小惑星である。ロシア（当時はソ連）のクリミア天体物理天文台でリュドミーラ・ジュラヴリョーワが発見した。
1648年にシベリア東部への探検隊を率いたセミョン・デジニョフから命名された。